# 山芝麻
山芝麻（学名：Helicteres angustifolia）为錦葵科山芝麻属下的一个种。

## 外部連結
- 維基物種上的相關：山芝麻
- 山芝麻 Shan Zhi Ma （页面存档备份，存于） 中藥標本數據庫 (香港浸會大學中醫藥學院) （繁體中文）（英文）